# اسید گلیکوکلیک
اسید گلیکوکلیک (به انگلیسی: Glycocholic acid) یک ترکیب شیمیایی با شناسه پاب‌کم ۱۰۱۴۰ است. که جرم مولی آن ۴۶۵٫۶۳۱ g/mol می‌باشد. 